# آبه‌روده
ابراد (به آلمانی: Abberode) در آلمان است که در مانزفیلد واقع شده‌است.